# Seijo (Marín)
Seijo (en gallego y oficialmente, Nosa Señora do Carme de Seixo) es una parroquia del ayuntamiento de Marín, en la comarca del Morrazo. Según el Instituto Nacional de Estadística en 2024 tenía 1 882 habitantes (931 hombres y 951 mujeres). La parroquia de Seijo es la tercera entidad colectiva más habitada de Marín, después de Santa María del Puerto y San Julián.

## Geografía
Seijo se encuentra cerca del barrio de Guimeráns, así como de la aldea de Aguete. Cuenta con dos playas importantes: la playa de Loira, y la playa de Aguete. También cuenta con las calas nudistas de Mingotes y de los Enamorados. Además de Seijo central y Aguete, algunas de las aldeas de la zona incluyen La Brea, Soaje, La Barriada o Pardavila.

## Historia
En 1669, se construyó el Pazo de San Brais, por D. Joan Gago de Mendoza Montenegro Sotomayor. Su descendiente, Juan Antonio Gago de Mendoza, construyó en 1801 el Pazo de Chirleu, que sería posteriormente la sede del Club de Mar de Aguete.
La parroquia de Seijo, como entidad política, fue creada en 1955, segregándose de la de Piñeiro.

## Religión
Además del templo católico, construido bajo la advocación de la Virgen del Carmen e inaugurado por Fernando Quiroga Palacios el 14 de julio de 1963, cuenta con la capilla de San Brais de Aguete, fundada en 1712 y localizada en el Pazo de Aguete; y una iglesia evangélica, fundada en 1885.

## Deporte
En 1969 se creó el Club Deportivo Timonel, equipo de fútbol que representó a la parroquia en las categorías sénior e infantil hasta su disolución en 1986.
En la actualidad, destaca la Escuela de Vela gestionada por el Club de Mar de Aguete, que imparte cursos en verano e invierno.

## Fiestas de la parroquia
- Fiesta de San Blas (3 de febrero)[18]
- Entroido (Desfile de la Chirica), organizado por el Grupo Cultural Ronsel (febrero o marzo)[19]
- Festividad de los mayos (1 de mayo)[20]
- Fiesta de San Juan (23 de junio)[21]
- Fiestas de verano (finales de julio)[22]